# Escuela Técnica Superior de Ingeniería Industrial, Informática y de Telecomunicación
La Escuela Técnica Superior de Ingeniería Industrial, Informática y de Telecomunicación, también conocida por sus siglas ETSIIIT, es un centro docente universitario, perteneciente al Campus de Arrosadia de la Universidad Pública de Navarra en Pamplona, y en donde se imparten estudios superiores sobre informática, telecomunicación e industria. 
Previamente al cambio de nombre en 2020, el nombre oficial era Escuela Técnica Superior de Ingeniería Industrial y de Telecomunicación.

## Historia
El Consejo de Gobierno, en sesión ordinaria de 13 de diciembre de 2019, aprobó la modificación del nombre Escuela Técnica Superior de Ingeniería Industrial, Informática y de Telecomunicación, haciéndose oficial el 21 de febrero de 2020 tras su incorporación en el Registro de Universidades, Centros y Títulos.

## Sede e instalaciones
La Escuela Técnica Superior de Ingeniería Industrial, Informática y de Telecomunicación de la Universidad Pública de Navarra tiene su sede principal en el Edificio Departamental Los Tejos, dentro del Campus de Arrosadia de Pamplona.
También tiene presencia en el Campus de Tudela.

## Docencia

### Titulaciones de Grado
Esta facultad cuenta con los siguientes grados universitarios:
- Grado en Ingeniería Biomédica.
- Grado en Ingeniería Eléctrica y Electrónica.
- Grado en Ingeniería Mecánica.
- Grado en Ingeniería en Tecnologías Industriales.
- Grado en Ingeniería en Tecnologías de Telecomunicación.
- Grado en Ingeniería Informática.
- Doble Grado en Ingeniería Biomédica + Ingeniería en Tecnologías de Telecomunicación.
- Grado en Ingeniería en Diseño Mecánico (Campus de Tudela).
- Grado dual en Ingeniería Térmica.

### Titulaciones de Máster
Esta facultad cuenta con los siguientes másteres universitarios:
- Máster Universitario en Ingeniería de Telecomunicación.
- Máster Universitario en Ingeniería Industrial.
- Máster Universitario en Ingeniería Informática.
- Máster Universitario en Dirección de Proyectos.
- Máster Universitario en Ingeniería de Materiales y Fabricación.
- Máster Universitario en Ingeniería Mecánica Aplicada y Computacional.
- Máster Universitario en Energías Renovables: Generación Eléctrica.
- Máster Universitario en Modelización e Investigación Matemática, Estadística y Computación.
- Máster Universitario en Ingeniería Biomédica.
- Doble Máster Universitario en Ingeniería Industrial y en Dirección de Empresas.

### Otra formación
Esta facultad realizó en 2009 el IEEE International Symposium Broadband Multimedia Systems and Broadcasting.

## Dirección
La dirección de la ETSIIT está formada por:
- Director:  Alfredo Ursúa Rubio.
- Secretaria:  Silvia Díaz Lucas.

## Departamentos
- Ingeniería Eléctrica y Electrónica.
- Ingeniería.
- Estadística, Informática y Matemáticas.

## Reconocimientos

### Sello EUR-ACE
El grado en Ingeniería en Tecnologías de Telecomunicación, que habilita para la profesión de Ingeniero Técnico de Telecomunicación, está reconocido con el certificado europeo de calidad Sello EUR-ACE.
También han obtenido el Sello EUR-ACE las titulaciones de grado en Ingeniería Eléctrica y Electrónica, Ingeniería Mecánica, Tecnologías Industriales y Tecnologías de Telecomunicación.

### Sello EUR-INF
El grado en Ingeniería en Informática está reconocido con el Sello EUR-INF, certificación de la European Quality Assurance Network for Informatics Education (EQANIE) que desde 2009 puede recocer a aquellas titulaciones de informática que cumplen unos estándares calidad, relevancia, transparencia, reconocimiento y movilidad determinados.